# Ricardo Lamas
Ricardo Alejandro Lamas (Chicago, 21 maggio 1982) è un lottatore di arti marziali miste statunitense di origini messicane e cubane.
Combatte nella categoria dei pesi piuma per l'organizzazione UFC, nella quale è stato un contendente al titolo nel 2014 venendo sconfitto dal campione José Aldo.

## Carriera nelle arti marziali miste

### Inizi
Lamas vanta un ottimo background nella lotta libera sviluppato nella squadra maschile del proprio college, dove diviene un all-american e in cinque anni vince più di cento incontri.
L'esordio come professionista nelle arti marziali miste avviene nel 2008 con incontri disputati per piccole promozioni dell'Illinois; qui Lamas nell'arco di un anno ottiene cinque vittorie consecutive.

### World Extreme Cagefighting
Nel 2009 Lamas passa subito alla prestigiosa organizzazione WEC, lega che al tempo raccoglieva i migliori talenti statunitensi nelle categorie di peso leggere.
Esordisce contro l'esperto Bart Palaszewski, lottatore che già vantava più di 40 incontri in carriera e che negli anni si affermò come un top 10 mondiale nei pesi piuma, e vince l'incontro ai punti, portando il proprio record personale a 6-0.
Lamas cade per la prima volta in carriera nel successivo incontro che lo vide opposto a Danny Castillo: quest'ultimo riuscì a mettere KO il lottatore di origini cubane nel secondo round.
Lamas si riprese subito e tra il 2009 ed il 2010 inanellò ben tre vittorie consecutive ai danni di James Krause, del francese Bendy Casimir e di Dave Jansen.
A fermare la corsa di Lamas ci pensò il quotato brasiliano Yuri Alcantara, un ex campione del circuito Jungle Fight che mise KO Lamas alla prima ripresa.

### Ultimate Fighting Championship
Nel 2011 l'UFC, lega che al tempo raccoglieva i migliori lottatori di ogni categoria di peso, rilevò la WEC e fuse i roster delle due organizzazioni, mettendo quindi sotto contratto anche Ricardo Lamas.
L'inizio in UFC fu eccezionale per Lamas: all'esordio sconfisse per KO nel primo round il wrestler Matt Grice, e di conseguenza nel successivo incontro venne abbinato al forte Cub Swanson, lottatore al tempo più volte indicato come un possibile contendente al titolo WEC; Lamas sconfisse anche Swanson, questa volta per strangolamento nel secondo round, vincendo il premio Submission of the Night.
L'autentico capolavoro Lamas riuscì a compierlo nel 2012, battendo a sorpresa il fuoriclasse giapponese Hatsu Hioki, al tempo considerato il principale contendente al titolo dei pesi piuma UFC che era nelle mani di José Aldo: Lamas si impose ai punti per due round a uno.
Nel 2013 si impose anche sul top fighter Erik Koch per KO tecnico durante la seconda ripresa.
In luglio avrebbe dovuto affrontare un altro top 5 dei ranking quale è Jung Chan-Sung per un definitivo posto come contendente al titolo, ma la sfida saltò in quanto l'avversario venne scelto per sostituire l'infortunato Anthony Pettis nel match contro il campione José Aldo.
Il match per il titolo venne disputato nel febbraio 2014 a Newark con l'evento UFC 169: Cruz vs. Barao: Lamas venne sconfitto ai punti dal fuoriclasse brasiliano che ebbe la meglio in quattro round su cinque.
Torna alla vittoria in giugno per mezzo di una sofferta decisione unanime contro Hacran Dias. Mentre a novembre ottenne un'altra vittoria contro Dennis Bermudez, riuscendo a sottometterlo applicando una ghigliottina a 3 minuti del primo round. 
La sua striscia vincente venne interrotta ad aprile, quando affrontò e perse contro Chad Mendes a pochi minuti dall'inizio dell'incontro. Mendes portò a segno un potente diretto destro sul volto di Lamas che capitolò al suolo, nonostante ciò riuscì a rialzarsi ma, ancora stordito, cadde nuovamente al suolo permettendo a Mendes di chiudere l'incontro con un poderoso ground and pound.
A novembre affrontò Diego Sanchez all'evento finale della seconda stagione del reality The Ultimate Fighter: Latin America 2. Lamas dominò il match dal primo all'ultimo round, mettendo a segno svariati calci alle gambe che portarono a rallentare i movimenti di Sanchez all'interno dell'ottagono; infine vinse l'incontro per decisione unanime.
Il 4 giugno del 2016 venne sconfitto da Max Holloway per decisione unanime, all'evento UFC 199. 
Lamas avrebbe dovuto affrontare il ritornante B.J. Penn, il 15 ottobre 2016 all'evento UFC Fight Night 97. Tuttavia, il 4 ottobre, Penn venne rimosso dalla card dopo aver subito un infortunio. In seguito a ciò, la promozione decise di cancellare l'intero evento. Successivamente, Lamas venne inserito in un match del 5 novembre per affrontare Charles Oliveira. Durante la verifica del peso, Oliveira superò il limite massimo della categoria, pesando infatti 70,3 kg. Dopo 2 minuti dall'inizio della seconda ripresa, Lamas riuscì a chiudere il suo avversario in una ghigliottina, vincendo così l'incontro per sottomissione. Venne inoltre premiato con il riconoscimento Performance of the Night.

### Risultati nelle arti marziali miste
| Risultato | Record | Avversario          | Metodo                                 | Evento                                       | Data             | Round | Tempo | Città                       | Note                                                  |
| --------- | ------ | ------------------- | -------------------------------------- | -------------------------------------------- | ---------------- | ----- | ----- | --------------------------- | ----------------------------------------------------- |
| Vittoria  | 20-8   | Bill Algeo          | Decisione (unanime)                    | UFC Fight Night: Smith vs. Rakić             | 29 agosto 2020   | 3     | 5:00  | Las Vegas, Stati Uniti      | Fight of the Night                                    |
| Sconfitta | 19-8   | Calvin Kattar       | KO (pugni)                             | UFC 238: Cejudo vs. Moraes                   | 8 giugno 2019    | 1     | 4:06  | Chicago, Stati Uniti        |                                                       |
| Vittoria  | 19-7   | Darren Elkins       | KO Tecnico (gomitate e pugni)          | UFC Fight Night: Magny vs. Ponzinibbio       | 17 novembre 2018 | 3     | 4:09  | Buenos Aires, Argentina     |                                                       |
| Sconfitta | 18-7   | Mirsad Bektić       | Decisione (non unanime)                | UFC 225: Whittaker vs. Romero 2              | 9 giugno 2018    | 3     | 5:00  | Chicago, Stati Uniti        |                                                       |
| Sconfitta | 18-6   | Josh Emmett         | KO (pugno)                             | UFC on Fox: Lawler vs. dos Anjos             | 16 dicembre 2017 | 1     | 4:33  | Wennipeg, Canada            | Incontro Catchweight 67,3 kg                          |
| Vittoria  | 18-5   | Jason Knight        | KO Tecnico (pugni)                     | UFC 214                                      | 29 luglio 2017   | 1     | 4:34  | Anaheim, California         |                                                       |
| Vittoria  | 17-5   | Charles Oliveira    | Sottomissione (ghigliottina)           | The Ultimate Fighter Latin America 3 Finale  | 5 novembre 2016  | 2     | 2:13  | Città del Messico, Messico  | Incontro Catchweight 70,3 kg Performance of the Night |
| Sconfitta | 16-5   | Max Holloway        | Decisione (unanime)                    | UFC 199: Rockhold vs. Bisping 2              | 4 giugno 2016    | 3     | 5:00  | Inglewood, Stati Uniti      |                                                       |
| Vittoria  | 16-4   | Diego Sanchez       | Decisione (unanime)                    | The Ultimate Fighter: Latin America 2 Finale | 21 novembre 2015 | 3     | 5:00  | Monterrey, Messico          |                                                       |
| Sconfitta | 15-4   | Chad Mendes         | KO Tecnico (pugni)                     | UFC Fight Night: Mendes vs. Lamas            | 4 aprile 2015    | 1     | 2:45  | Fairfax, Stati Uniti        |                                                       |
| Vittoria  | 15-3   | Dennis Bermudez     | Sottomissione (ghigliottina)           | UFC 180: Werdum vs. Hunt                     | 15 novembre 2014 | 1     | 3:18  | Città del Messico, Messico  |                                                       |
| Vittoria  | 14-3   | Hacran Dias         | Decisione (unanime)                    | UFC Fight Night: Swanson vs. Stephens        | 28 giugno 2014   | 3     | 5:00  | San Antonio, Stati Uniti    |                                                       |
| Sconfitta | 13-3   | José Aldo           | Decisione (unanime)                    | UFC 169: Faber vs. Barao II                  | 1º febbraio 2014 | 5     | 5:00  | Newark, Stati Uniti         | Per il titolo dei Pesi Piuma UFC                      |
| Vittoria  | 13-2   | Erik Koch           | KO Tecnico (gomitate e pugni)          | UFC on Fox: Johnson vs. Dodson               | 26 gennaio 2013  | 2     | 2:32  | Chicago, Stati Uniti        |                                                       |
| Vittoria  | 12–2   | Hatsu Hioki         | Decisione (unanime)                    | UFC on FX: Maynard vs. Guida                 | 22 giugno 2012   | 3     | 5:00  | Atlantic City, Stati Uniti  |                                                       |
| Vittoria  | 11–2   | Cub Swanson         | Sottomissione (triangolo di braccio)   | UFC on Fox: Velasquez vs. Dos Santos         | 12 novembre 2011 | 2     | 2:16  | Anaheim, Stati Uniti        |                                                       |
| Vittoria  | 10–2   | Matt Grice          | KO Tecnico (calcio alla testa e pugni) | UFC Live: Kongo vs. Barry                    | 26 giugno 2011   | 1     | 4:41  | Pittsburgh, Stati Uniti     | Debutto in UFC                                        |
| Sconfitta | 9–2    | Yuri Alcantara      | KO (pugni)                             | WEC 53: Henderson vs. Pettis                 | 16 dicembre 2010 | 1     | 3:26  | Glendale, Stati Uniti       |                                                       |
| Vittoria  | 9–1    | Dave Jansen         | Decisione (unanime)                    | WEC 50: Cruz vs. Benavidez 2                 | 18 agosto 2010   | 3     | 5:00  | Las Vegas, Stati Uniti      |                                                       |
| Vittoria  | 8–1    | Bendy Casimir       | KO (ginocchiata)                       | WEC 47: Bowles vs. Cruz                      | 6 marzo 2010     | 1     | 3:43  | Columbus, Stati Uniti       |                                                       |
| Vittoria  | 7–1    | James Krause        | Decisione (unanime)                    | WEC 44: Brown vs. Aldo                       | 18 novembre 2009 | 3     | 5:00  | Las Vegas, Stati Uniti      |                                                       |
| Sconfitta | 6–1    | Danny Castillo      | KO Tecnico (pugni)                     | WEC 42: Torres vs. Bowles                    | 9 agosto 2009    | 2     | 4:15  | Las Vegas, Stati Uniti      |                                                       |
| Vittoria  | 6–0    | Bart Palaszewski    | Decisione (unanime)                    | WEC 39: Brown vs. Garcia                     | 1º marzo 2009    | 3     | 5:00  | Corpus Christi, Stati Uniti | Debutto in WEC                                        |
| Vittoria  | 5–0    | Christopher Martins | Decisione (unanime)                    | IHC 12: Resurrection                         | 8 novembre 2008  | 3     | 5:00  | Chicago, Stati Uniti        |                                                       |
| Vittoria  | 4–0    | Gabe Miranda        | KO Tecnico                             | Warriors Collide 6                           | 4 ottobre 2008   | 1     | 3:16  | Castle Rock, Stati Uniti    |                                                       |
| Vittoria  | 3–0    | James Birdsley      | Decisione (unanime)                    | Warriors Collide 4                           | 19 luglio 2008   | 2     | 5:00  | Cripple Creek, Stati Uniti  |                                                       |
| Vittoria  | 2–0    | Cal Ferry           | Sottomissione (ghigliottina)           | ISCF: Rumble in the Park                     | 26 aprile 2008   | 4     | 4:50  | Loves Park, Stati Uniti     |                                                       |
| Vittoria  | 1–0    | Jake Corry          | Sottomissione (ghigliottina)           | FCE: Collision                               | 25 gennaio 2008  | 1     | 1:49  | Northlake, Stati Uniti      |                                                       |